# الکساندرو بارلادیانو
الکساندرو بارلادیانو (Alexandru Bârlădeanu) (یا برلادیانو؛ زادهٔ ۲۵ ژانویه ۱۹۱۱ – درگذشت ۱۳ نوامبر ۱۹۹۷)، اقتصاددان مارکسی و دولتمرد اهل رومانی بود، او که در جریان رژیم کمونیستی یک فرد برجسته محسوب می‌شد، در ۱۹۶۸ میلادی به حاشیه کشانده شد. او در اواخر زندگی خود و پس از فروپاشی رژیم کمونیستی، به عنوان رئیس سنای رومانی خدمت کرد.

## زندگی‌نامه

### خاستگاه و اوایل حرفه
او که در یک خانواده معلمان مدرسه در شهر کومرات ولایت بیسارابیا در امپراطوری روسیه زاده شد، مدرسه ابتدایی را در ۱۹۲۱ میلادی در کاوسنی به اتمام رساند، از ۱۹۲۱ تا ۱۹۲۶ میلادی در تگهینا آموزش دیده و دوره دبیرستان را از ۱۹۲۶ تا ۱۹۲۸ میلادی در یاش تکمیل کرد. او نخستین شغل خود را در ۱۹۲۸ میلادی به عنوان کارمند گروه بازرسان مدرسه تگهینا به‌دست‌آورد. برای هشت سال بعدی، او به عنوان معلم خصوصی و استاد جایگزین در مدرسه خصوصی و مدرسه استاد-شاگردی در یاش کار می‌کرد. از ۱۹۲۹ تا ۱۹۳۱ میلادی، او به‌طور مقطعی به دانشگاه پلی‌تکنیک بخارست می‌رفت، اما نتوانست فارغ‌التحصیل شود. از ۱۹۳۳ تا ۱۹۳۷ میلادی، او در رشته اقتصاد سیاسی در دانشکده حقوق دانشگاه یاش آموزش دید، مدرک دکترای خود را در ۱۹۴۰ میلادی کسب نموده و قبل از آن برای سه سال به عنوان دستیار استاد دانشگاه تحت نظر جورجی زین کار می‌کرد. معمولاً تصور می‌شود که وی در ۱۹۴۳ میلادی به حزب کمونیست رومانی (PCR) که ممنوع بود پیوسته‌است، اما منابع این تاریخ را ۱۹۳۵ میلادی می‌گویند. در هر حالت، محیط دانشجویی در یاش او را در ۱۹۳۳ میلادی به حلقه کمونیستی کشانده بود. در میان سال‌های ۱۹۳۴ تا ۱۹۳۶ میلادی او ریاست سازمان دانشجویان تحت نام «مراکز متحد» که متأثر از نظریات کمونیستی بود را بر عهده داشت، در روزنامه چپ‌گرای مانفیست کار کرد و یکی از اعضای فعال لیگ ضد-فاشیستی، کمیته ضد-فاشیستی لگهینا و Amicii URSS بود. در ۱۹۳۶ میلادی، او همچنین عضو رهبری شعبه یاشِ جبهه دموکراتیک دانشجویان بود.
در ماه ژوئن ۱۹۴۰ میلادی، هنگامی‌که شوروی بیساریبا را اشغال نمود، او در آنجا در تعطیلات به‌سر می‌برد؛ وی تصمیم گرفت تا در آنجا بماند و شهروند جماهیر شوروی شود. در سپتامبر ۱۹۴۰، او در مؤسسه پژوهش علمی در کیشیناو شروع به کار کرد، اما پس از این‌که در ژوئن ۱۹۴۱ رومانی دوباره این ولایت را تصرف نمود، او مجبور شد از آنجا فرار نماید. او در منطقه قراغندی ساکن شد، تقریباً دو سال به عنوان معلم، مدیر مدرسه، معدن‌کار و فعال حزب در کلخوز باقی ماند تا این‌که در ۱۹۴۳ میلادی برای ادامه تحصیلات به مسکو فرستاده شد. او که در جریان جنگ جهانی دوم به عنوان یک عضو حلقه کمونیستی فراری رومانیایی در اتحاد جماهیر شوروی به‌سر می‌برد، از ۱۹۴۳ تا ۱۹۴۵ میلادی در بخش زبان-رومانیایی رادیو مسکو؛ از ۱۹۴۳ تا ۱۹۴۶ میلادی برای تاس (TASS) و گرایول لیبر (Graiul liber) که روزنامه زندانیان رومانیایی در اتحاد شوروی بود؛ و از ۱۹۴۴ تا ۱۹۴۶ میلادی به عنوان معلم در بخش رومانی مدرسه ضد فاشیستی زندانیان کار نموده و در ۱۹۴۵ میلادی ریاست آن را بر عهده داشت. به عنوان عضو حزب کمونیست اتحاد جماهیر شوروی، او ریاست مدرسه ضد فاشیستی را به عنوان یک کارمند حزب و به هدف ارشاد زندانیان رومانیایی متقبل شد. او با دریافت بورسیه تحصیلی از مؤسسه کیشیناو، از ۱۹۴۳ تا ۱۹۴۶ میلادی در رشته اقتصاد سیاسی در دانشگاه اقتصاد پلخانف روسیه آموزش دید. او در جریان سال آخر آموزش خود، در این دانشگاه به تدریس نیز می‌پرداخت، اما به دلیل ترک کشور نتوانست فارغ‌التحصیل شود. او در ژوئن ۱۹۴۶ میلادی بنا بر درخواست حزب کمونیست رومانی (PCR) به رومانی آورده شده و به‌طور رسمی با توصیه لیونتی رواتو و میهایل رولر به این حزب پیوست. از ژوئن تا نوامبر ۱۹۴۶، او به عنوان استاد و نایب‌رئیس بخش اقتصادی کمیته مرکزی کار کرد و به علت سمتی که از آن آغاز کرده بود و پس‌زمینه تحصیلی‌اش، سال‌های شکوفایی او آغاز شد.

### سال‌های قدرت
بازگشت او به رومانی همزمان بود با آغاز تصدی او در سمت‌های تأثیرگذار در وزارت‌خانه‌های اقتصادی. در ۱۹۴۶ میلادی، او به عنوان متخصص اقتصادی در کمیته دولتی انتخاب گردیده و در مذاکرات معاهدات صلح پاریس شرکت نمود. او در دسامبر ۱۹۴۶ منشی کل وزارت اقتصاد ملی شد تا اوت سال بعدی در این سمت خدمت کرده و سپس در همان سمت به وزارت تجارت و صنعت منتقل گردید و تا مارس ۱۹۴۸ در این سمت باقی ماند. از این‌رو، او بخشی از گروهی بود که ریفورم پولی ۱۹۴۷ را اجراء نمود. پس از روی‌کار آمدن رژیم کمونیستی، او همراه با جورجی گاستون مارین، یکی از سازندگان اقتصاد برنامه‌ریزی‌شده بود که بر اقتصاد کشور اجراء گردید، او در جریان سال ۱۹۴۸ به‌طور موفقیت‌آمیز به عنوان معین وزارت صنعت و تجارت خدمت می‌کرد. سمت‌های بلندی که او در بخش تجارت خارجی و برنامه‌ریزی کار کرد، شامل موارد زیر است: وزیر تجارت خارجی (۱۹۴۸ – ۱۹۵۴ میلادی)، نایب‌رئیس (۱۹۵۴ میلادی) و رئیس (۱۹۵۵ – ۱۹۵۶ میلادی) کمیته دولتی برنامه‌ریزی، معاون نخست‌وزیر در امور مسائل اقتصادی (۱۹۵۵ – ۱۹۶۵ و ۱۹۶۷ – ۱۹۶۹ میلادی) و معاون اول نخست-وزیر (۱۹۶۵ – ۱۹۶۷ میلادی). به عنوان نماینده رومانی در کمکان (شورای تعاون اقتصادی جماهیر شوروی) در میان سال‌های ۱۹۵۵ – ۱۹۶۶ میلادی، او برنامه‌های شوروی برای ایجاد یک منطقه اقتصادی فراملی را خنثی نمود که منتج به دشمنی نیکیتا خروشچف با او شد. در جریان همین دوره، او همچنین نمایندهٔ رومانی در کمیسیون اقتصادی ملل متحد برای اروپا (UNECE)، بود. همزمان، او شروع به بازکردن اقتصاد به سوی غرب نموده و در ۱۹۵۹ میلادی تفاهم‌نامه‌های اقتصادی و تجاری با فرانسه، انگلستان، سوئیس، هلند و بلژیک امضاء نموده و بعدتر روابط تجاری را با آلمان غرب و ایتالیات بهبود بخشید. در ۱۹۶۴ میلادی، او در راستای به ثمر نشاندن یک اعلامیه سیاست خارجی بی‌طرفانهِ فعال در درون بلوک کمونیستی کمک کرد که طبق آن رومانی دیگر مطیع اتحاد جماهیر شوروی نبود، اما در همان حال به دورنمای نظامی چین تحت رهبری مائو زِدنونگ نیز تمکین نمی‌کرد.
او علی‌رغم این‌که آثار علمی مهمی ننوشته بود، اما در ۱۹۵۵ میلادی در کنار سایر اعضای بلند رتبه حزب ایون گئورگی مارر و لوتار راداسیانو، به عنوان عضو آکادمی رومانی انتخاب گردیده و از ۱۹۹۰ تا ۱۹۹۴ میلادی به عنوان معاون آن خدمت کرد. وی همچنین عضو افتخاری آکادمی علوم مولداوی بود. با آغاز سال ۱۹۴۹ میلادی، او برای چندین سال در آکادمی مطالعات اقتصادی بخارست تدریس نموده و بعدتر ریاست دانشکده اقتصاد سیاسی آن را بر عهده گرفت. او برای نخستین بار در انتخابات ۱۹۴۶ میلادی برنده شده و وارد مجلس نمایندگان رومانی شد؛ بعداً او از ۱۹۴۸ تا ۱۹۷۵ میلادی در مجلس نمایندگان دوره کمونیستی رومانی به عنوان نماینده حضور داشته و به ترتیب از حوزه‌های پراهووا، یاش و کنستانتسا نمایندگی کرد. بارلادیانو برای حدود پانزده سال در سطح رهبری حزب بود، از ۱۹۵۵ تا ۱۹۶۹ میلادی عضو کمیته مرکزی و یکی از آرمان‌گراهای حزب بود. او که از ۱۹۶۲ – ۱۹۶۵ میلادی عضو متناوب کمیته اجرائی حزب کمونیست (پولیت بورو) بود، برای مدت کوتاهی (مارس-ژوئیه ۱۹۶۵) عضو کامل این کمیته شده و متعاقباً در کنگره نهم حزب در ژوئیه ۱۹۶۵ تحت رهبری جانشین جدید گورگی گئورگیو-دژ، نیکلای چائوشسکو، به کمیته سیاسی اجرائی (CPEx) و کمیته اجرائی دائمی ملحق شد. او از ۱۹۶۰ تا ۱۹۶۲ میلادی رئیس فدراسیون فوتبال رومانی بود. در این زمان، او تیم ملی فوتبال رومانی را از رقابت در مرحله مقدماتی جام جهانی فوتبال ۱۹۶۲ خارج کرد، به این دلیل که تیم در هر صورت برنده نخواهد شد و از این‌رو نیازی نیست تا در پروپاگندای کاپیتالیستی شرکت کند.

### تحریم و بازگشت به حیات سیاسی
بارلادیانو از ۱۹۶۷ میلادی به بعد به‌عنوان رئیس شورای ملی پژوهش علمی خدمت می‌کرد، در این زمان او با النا چائوشسکو وارد منازعه شده و در دسامبر ۱۹۶۸ از تمامی سمت‌های سیاسی خود استعفا داد، هرچند او تا اوت سال آینده به عنوان عضو کمیته مرکزی و کمیته سیاسی اجرائی (CPEx) باقی ماند. این بازنشستگی اجباری شاهد انتصاب‌های مقامات بلند اما ملال‌آور حزب کمونیستی بود تا به‌جای وی از پژوهش علمی و فن‌آورانه سرپرستی نمایند، کاری که صعود النا بر فراز قدرت سیاسی را مستحکم‌تر نمود. با به حاشیه راندن متخصصان اقتصادی مثل او، همسر دیکتاتور تا اواخر دهه ۱۹۷۰ میلادی از هر مقام نظامی یا غیرنظامی در کشور قدرت بیشتری داشت؛ بارلادیانو در مورد او نوشت که «کینه‌جویی پر از انزجار، ابلهی، بدخلقی، بی‌حسی و وقاحت» از جمله خصیصه‌های منفی «بسیار آشکار» وی بود. در سال‌های پسین خود، او و پل نیکوریسکو-میزیل در راستای ایجاد یک شعار «دسته وطن‌پرست» در درون حزب کار کردند و در این زمان یک تغییر بنیادی میان اوایل استالین‌گرایی و توسعه‌های پسا ۱۹۶۰ به وقوع پیوست؛ بارلادیانو به‌ویژه برای ترسیم یک تصویر خوش طینت از گئورگیو-دژ در مقایسه با چائوشسکو، کار کرد. در جریان دو دهه پس از این‌که او از جایگاه‌اش افتاده بود، او دوبار با مقامات دچار دردسر شد: بار اول در دهه ۱۹۷۰ میلادی از جهت چاپ کردن مقاله‌ای در روزنامه کانتمپرانول (Contemporanul) بدون تأیید و بار دیگر برای گفتگو با گوئرگی آپوستول در مورد این‌که چگونه چائوشسکو ممکن است از رهبری برداشته شود. او هم‌چین هنگام به فروش رساندن اجناس گران‌قیمت که او در زمان فرایند ملی‌سازی به‌دست آورده بود، با مشکلاتی مواجه شد. در مارس ۱۹۸۹، او یکی از امضاءکنندگان نامهِ شش بود، نامه‌ای که طی آن هراس خود از رویکرد چائوشسکو بر مدیریت اقتصاد را اظهار داشت؛ رژیم با گذاشتن او در حبس خانگی پاسخ داده و همزمان او را به اتهام جاسوسی و احتکار از حزب اخراج نمود.
پس از فروپاشی رژیم در پایان همان سال، سمت‌ها و افتخارات مهمی حکومتی به بارلادیانو به عنوان دولت‌مرد بزرگ جبهه رستگاری ملی (FSN) و بخشی از گروه این جبهه که در فروپاشی چائوشسکو نقش داشتند، اعطاء گردید. یکی از سمت‌های که او بر عهده داشت ریاست مجلس سنا از ژوئن ۱۹۹۰ تا اکتبر ۱۹۹۲ بود و پس از آن در ماه مه از حوزه انتخابیه بخارست به عنوان نماینده انتخاب گردید. هنگامی که او ریاست مجلس ثنا را بر عهده داشت، با این‌که در آن زمان یک جو بسیار گسترده ضد-یهودی حاکم بود، اما او در ژانویه ۱۹۹۱ میلادی در محفل بزرگداشت از قتل‌عام بخارست صحبت نموده و چند ماه بعدتر پیامی را در پنجاهمین سال‌گرد قتل‌عام یاش ارایه نمود. سال ۱۹۹۱ همچنین شاهد اختلافاتی میان او و نخست‌وزیر پیتر رومان و متحد پیتر، ادریان سیویرین در رابطه با سرعت آزادسازی قیمت‌ها و خصوصی‌سازی اقتصادی بود و بارلادیانو که در خط مقدم جناح محتاط تر جبهه رستگاری ملی (FSN) بود، از قدم‌های آهسته‌تر طرفداری می‌کرد که موفقیتی در پی‌نداشت. به علاوه، او از ۱۹۹۰ – ۱۹۹۱ میلادی یکی از رؤسای کمیته‌ای بود که مسئولیت نوشتن قانون اساسی را بر عهده داشت و او همچنین برای مدتی رئیس افتخاری روزنامه جبهه رستگاری ملی، ازی (Azi) بود. در ۱۹۹۱ میلادی، او جبهه مقاومت ملی را ترک کرد (یا از آن اخراج شد) و در ۱۹۹۳ میلادی از تمامی فعالیت‌های سیاسی به یک‌بارگی دست کشید. در ۱۹۹۵ میلادی او که از کورنیلیو کوپسو ستایش می‌کرد، در ملاعام اظهار داشت که هرچند هر دو مرد متعلق به یک نسل بودند، اما این کویسو بود که راه درست را انتخاب کرد. او در ۱۹۹۷ میلادی در بخارست درگذشت.
همسر نخست او اهل روسیه بود. وی پس از همسر اولی خود، با بازیگر مارسیلا روسو و بعداً با میهایلا که یک پژوهش‌گر در مؤسسه زبان‌شناسی آکادمی بود، ازدواج نمود. او یک پسر و یک دختر داشت، پسر وی قبل از ۱۹۸۹ به فرانسه مهاجرت کرد. جوایز بارلادیانو مشتمل بود بر: نشان پادشاهی – فرمانده (۱۹۴۷ میلادی) و نشان ستاره جمهوری خلق رومانی – درجه دوم (۱۹۵۹ میلادی).

## ارجاعات
1. ↑  (به رومانیایی) Lavinia Betea, "Alexandru Bârlădeanu: Spion, speculant, retrograd, degradat cinic şi moral", Jurnalul Naţional, 18 June 2010; accessed April 3, 2012
2. ↑  (به رومانیایی) Dan Drăghia, Biography at the 1990 Mineriad section of the Institute for the Investigation of Communist Crimes and the Memory of the Romanian Exile site; accessed April 3, 2012
3. ↑  (به رومانیایی) Florin Mihai, "Ceauşescu, invidios pe succesul lui Dej" بایگانی‌شده  در ۲۰۱۲-۰۳-۳۱ توسط Wayback Machine, Adevărul, 27 March 2012; accessed April 3, 2012
4. ↑  Vladimir Tismăneanu, Despre communism, p.180. Editura Humanitas, Bucharest, 2011, ISBN 978-973-50-3089-6
5. ↑  Bogdan Cristian Iacob, "Avatars of the Romanian Academy and the Historical Front: 1948 versus 1955", in Vladimir Tismăneanu (ed.), Stalinism Revisited: The Establishment of Communist Regimes in East-Central Europe, p.273. Central European University Press, 2010, ISBN 978-9639776630
6. ↑  (به رومانیایی) Matei Udrea, "Criza naţionalei are un singur precedent: cum a ajuns România să fie desfiinţată", ProSport, April 4, 2011; accessed July 9, 2016
7. ↑  Vladimir Tismăneanu, "The Tragicomedy of Romanian Communism", in Ferenc Féhér and Andrew Arato (eds.), Crisis and Reform in Eastern Europe, p.153. Transaction Publishers, 1991, ISBN 0-88738-311-4
8. ↑  Tom Gallagher, Modern Romania: The End of Communism, the Failure of Democratic Reform, and the Theft of a Nation, p.60-61. NYU Press, 2005. ISBN 0-8147-3172-4
9. ↑  Vladimir Tismăneanu, Stalinism for All Seasons: A Political History of Romanian Communism, p.275. University of California Press, 2003, ISBN 0-52-023747-1
10. ↑  Alina Mungiu-Pippidi, "The Romanian Postcommunist Parties", in András Bozóki and John T. Ishiyama (eds.), The Communist Successor Parties of Central and Eastern Europe, p.190. M. E. Sharpe, Inc. , 2002, ISBN 0-76-560986-X
11. ↑  Peter Siani-Davies, The Romanian Revolution of December 1989, p.116. Cornell University Press, Ithaca, 2005, ISBN 0-80-144245-1
12. ↑  (به رومانیایی) Profile بایگانی‌شده  در ۹ فوریه ۲۰۲۲ توسط Wayback Machine at the Romanian Chamber of Deputies site; accessed April 3, 2012
13. ↑  Radu Ioanid, "Romania", in David S. Wyman and Charles H. Rosenzveig, The World Reacts to the Holocaust, p.247-48. The Johns Hopkins University Press, Baltimore, 1996, ISBN 0-8018-4969-1
14. ↑  (به رومانیایی) Lavinia Betea, "Război între Senat şi Guvern: Bârlădeanu versus Petre Roman", Jurnalul Naţional, 9 February 2011; accessed April 3, 2012
15. ↑  (به رومانیایی) Biografiile nomenklaturii بایگانی‌شده  در ۲۰۱۲-۰۳-۰۵ توسط Wayback Machine, at the Institute for the Investigation of Communist Crimes and the Memory of the Romanian Exile site; accessed April 3, 2012
16. ↑  (به رومانیایی) Lavinia Betea, "Cei din urmă ajunşi primii", Jurnalul Naţional, 22 January 2007; accessed April 4, 2012
17. ↑  Dobre et al., p. 93